# Ото II (Хоя)
Вижте пояснителната страница за други личности с името Ото II.
Ото II фон Хоя (на немски: Otto II von Hoya: * 1271; † между 23 април и 2 август 1324) е от 1313 до 1324 г. управляващ граф на Графство Хоя и господар на Нинбург.
Той е третият син на граф Хайнрих II фон Хоя († 1290) и съпругата му Юта фон Равенсберг († 1282), дъщеря на граф Лудвиг фон Равенсберг и Гертруда фон Липе, дъщеря на граф Херман II фон Липе.
От 1290 до 1313 г. управлява неговият по-голям брат Герхард II фон Хоя († 1313). Когато той умира бездетен, Ото поема управлението на графството. По времето на краткото управление на Ото се сключват съюзи с херцозите на Брауншвайг-Люнебург, архиепископството Бремен, графовете на Олденбург и с графовете на Дипхолц. Още когато е жив се разбират графството да бъде разделено между синовете му Герхард и Йохан, което те правят през 1345 г.

## Фамилия
Ото II фон Хоя се жени (папски лиценз на 25 януари 1323 г. в Авиньон) за графиня Ерменгард фон Холщайн († 1326 или сл. 27 декември 1329), дъщеря на граф Адолф VI фон Холщайн-Шауенбург († 1315) и Хелена фон Саксония-Лауенбург († сл. 1332), дъщеря на херцог Йохан I от Саксония-Лауенбург († 1285). По други източници съпругата му е дъщеря на Хайнрих I фон Холщайн-Рендсбург († 1304) и Хайлвиг фон Бронкхорст († 1324/1331). Двамата имат децата:
- Герхард († 1383), от 1324 до 1383 г. управляващ граф на Графство Хоя (от 1345 г. на „долното графство“)
- Йохан II († 1377), от 1324 до 1377 г. управляващ граф на Графство Хоя (от 1345 г. на „горното графство“)
- Хайлвиг († сл. 1374), омъжена за Кристиан фон Олденбург-Делменхорст († сл. 1367)
- Хадевиг († сл. 1365), абатиса в Басум (1363 – 1365)
- ? дъщеря, омъжена за Хайнрих фон Хомбург († сл. 1338)